# Retorta
|  | Per a altres significats sobre la localitat portuguesa, vegeu «Retorta (Vila do Conde)». |

A un laboratori de química, una  retorta  és un recipient, generalment de vidre, que s'usa en la destil·lació de substàncies. Consisteix en un atuell esfèric amb un "coll" llarg inclinat cap avall. El líquid que es vol destil·lar es posa en el got i s'escalfa. El coll actua com un condensador, permetent als vapors condensar-se i fluir al llarg d'ell, podent-los recollir en un recipient situat al final del seu recorregut (a la punta de la retorta).
En aplicacions industrials, una retorta és un got hermètic en el qual les substàncies s'escalfen mitjançant una reacció química produint productes gasosos que es recolliran en un recipient.
La retorta sol formar part d'un alambí.

## Història
Els alquimistes van usar molt sovint retortes, de les quals se servien per obtenir les essències de les substàncies, apareixen imatges de retortes en molts dibuixos i esbossos dels seus laboratoris. Abans de l'invent dels condensadors moderns, les retortes van ser usades fins i tot per molts químics prominents, com Antoine Lavoisier i Jöns Jacob Berzelius.

## Ús en la química analítica
A causa dels avenços de la tecnologia, especialment després de la invenció del condensador de Liebig, en els laboratoris, les retortes es consideren antiquades. No obstant això, en algunes tècniques de laboratori, incloent la destil·lació simple, que no requereixen aparells complicats se segueix usant la retorta com un substitut d'equips de destil·lació més complexos.

## Ús en la producció de begudes alcohòliques
En la producció artesanal o casolana de licors, la retorta segueix sent una part indispensable de l'alambí. En aquest cas, generalment sol ser de coure, encara que n'hi ha actualment d'acer inoxidable.